# Pseudeuphausia sinica
Pseudeuphausia sinica är en kräftdjursart som beskrevs av Wang och Chen 1963. Pseudeuphausia sinica ingår i släktet Pseudeuphausia och familjen lysräkor. Inga underarter finns listade i Catalogue of Life.